# Гедінген
Гедінген (нім. Hedingen) — громада  в Швейцарії в кантоні Цюрих, округ Аффольтерн.

## Географія
Громада розташована на відстані близько 90 км на північний схід від Берна, 11 км на південний захід від Цюриха.
Гедінген має площу 6,5 км², з яких на 19,8% дозволяється будівництво (житлове та будівництво доріг), 46,3% використовуються в сільськогосподарських цілях, 33,2% зайнято лісами, 0,6% не є продуктивними (річки, льодовики або гори).

## Демографія
2019 року в громаді мешкало 3778 осіб (+10,8% порівняно з 2010 роком), іноземців було 16,4%. Густота населення становила 579 осіб/км².
За віковим діапазоном населення розподілялося таким чином: 21,6% — особи молодші 20 років, 61,6% — особи у віці 20—64 років, 16,7% — особи у віці 65 років та старші. Було 1580 помешкань (у середньому 2,4 особи в помешканні).
Із загальної кількості 1478 працюючих 29 було зайнятих в первинному секторі, 679 — в обробній промисловості, 770 — в галузі послуг.